# Christos Papadimitriou
Christos Charilaos Papadimitriou (řecky Χρίστος Χαριλάους Παπαδημητρίου, * 16. srpna 1949 Athény, Řecko) je řecký informatik žijící a působící v USA. Je autorem učebnice Computational Complexity, která je jednou z nejpoužívanějších v oblasti výpočetní složitosti, spoluautorem učebnice Algorithms a autorem nebo spoluautorem více dalších vědeckých knih. V roce 2002 získal Knuthovu cenu za mimořádný přínos v oblasti teoretických základů informatiky.